# Famille de Montgommery
Pour les articles homonymes, voir Montgomery.
La famille de Montgommery (ou Montgomery, Montgomerie) est une famille anglaise originaire de Normandie, tirant son patronyme du fief de Montgommery, aujourd'hui réparti entre les communes de Saint-Germain-de-Montgommery et de Sainte-Foy-de-Montgommery, dans le Calvados.

## Étymologie
La famille tire son nom d'un simple hameau à l'origine, qu'elle tenait en fief. C'est seulement au XIIIe siècle qu'il est fait mention de l'existence de deux paroisses, à savoir Sancta Fides de Monte Gomerico en 1244 et parrochia Sancti Germani de Monte Gomeri en 1263, c'est-à-dire respectivement Sainte-Foy-de-Montgommery et paroisse Saint-Germain-de-Montgommery transcrites toutes les deux dans un texte rédigé en latin médiéval. En revanche, le nom de ce hameau du pays d'Auge, aujourd'hui situé dans le département du Calvados, est attesté antérieurement sous les formes latinisées in Monte Gomeri en 1027-1035, de Monte Gomerii en 1042 et de Monte Gomerico en 1067-1083. 
Il s'agit d'une formation toponymique médiévale en Mont-, appellatif toponymique signifiant « colline, élévation, petit mont », suivi d'un élément -gommery pour lequel il existe deux explications possibles. Dans un premier cas, il peut s'agir d'un toponyme primitif en -(i)acum, suffixe d'origine gauloise servant à localiser ou à indiquer une propriété, auquel a été ajouté l'appellatif mont postérieurement, d'où un hypothétique *Gomariacum « propriété de Gomoharius ou Gomarius » (Förstemann, I, 691), nom de personne de type germanique. Le suffixe -(i)acum a régulièrement donné la terminaison -i > -y dans les régions situées au nord de la France. On retrouve d'ailleurs ce type de formation par exemple dans Mont Canisy, autre lieu du Calvados. Cet anthroponyme est bien identifié dans Gommery (Belgique, Gumerei 1222 ; Gomerei 1230) et dans des formations en -ville comme Gommerville (Eure-et-Loir, Gomario villa 690) et Gommerville (Seine-Maritime, Gomervilla 1181-1183). Dans un second cas, on peut identifier directement le nom de personne germanique Gomericus (Marie-Thérèse Morlet, I, 116).
Remarque : la désinence -(i)us latinise les noms de personnes germaniques rencontrés dans les textes rédigés en latin médiéval. Albert Dauzat préfère les citer sous une forme germanique, en l'occurence Gumarich, comprendre Gumarik. L'élément guma / gumo « homme » est issu du proto-germanique occidental *gumō (vieux saxon gumo, vieux haut allemand gumo / gomo, vieux norrois gumi > islandais gumi et norvégien gume ; gotique 𐌲𐌿𐌼𐌰 guma; apparenté au Latin homō) se retrouve dans des noms de personnes composés comme Gumohar et Gumarik, des noms de familles comme Gom(m)ery ou Gomez / Gomes ou des noms communs comme le vieil anglais brydguma > bridegroom.

## Histoire
Lors de la conquête de la Normandie, un fidèle compagnon d'armes de Rolf le Marcheur à son baptême en 912, se serait appelé Gomer. Cependant les Montgomery ne sont pas nommés dans le partage des fiefs de la Normandie entre Rollon et ses fidèles.
Le nom apparaît après la concession en 933 à Guillaume Longue-Épée de la « Terre des Bretons », par le roi Raoul, où les Montgomery sont en possession de biens dans le Nord-Cotentin, ce qui pourrait laisser supposer une origine franque.
Le premier personnage attesté est Roger Ier de Montgommery, dit Gomer († v. 1040), qui fait partie de l'entourage du duc de Normandie Robert le Magnifique. Son fils Roger II de Montgomery († 1094), accompagna Guillaume duc de Normandie en Angleterre en 1066 avec un contingent. Pour son service rendu, il reçut en plus des terres, le titre de comte de Shrewsbury. La puissance de Roger II est d'autant plus importante qu'il s'est allié matrimonialement avec la famille de Bellême (Roger épouse vers 1050 Mabile de Bellême († 1077) ; puis leur fils Robert II épouse Agnès de Ponthieu, fille du comte Guy), ce qui permit, à lui et à son fils, d'acquérir les titres de seigneur de Bellême, de comte d'Alençon et de Ponthieu.
- Après le comte Guillaume († 1171), fils de Robert et d'Agnès, ses propres fils se partagent les domaines familiaux : le cadet Jean obtient le comté d'Alençon, alors que son frère aîné Guy II reçoit le Ponthieu et Montgom(m)ery
- L'héritière Marie de Ponthieu († 1250), fille de Guillaume II, petite-fille de Jean et arrière-petite-fille de Guy II de Ponthieu, épouse en 1208 Simon de Dammartin († 1239), comte d'Aumale et sire de Lillebonne. Leur fille Jeanne de Dammartin († 1279) est la 2e femme du roi Ferdinand III de Castille, et leurs enfants se partagent la succession : Éléonore de Castille († 1290), mariée au roi Édouard Ier d'Angleterre, est la nouvelle comtesse de Ponthieu ; alors que son frère Ferdinand de Castille († 1264) assume la suite des comtes d'Aumale et des seigneurs de Montgomery.
- Ensuite, la famille héritière du comté d'Aumale et de la baronnie de Montgomery sera la maison d'Harcourt, car Jean V d'Harcourt épouse Blanche, comtesse d'Aumale et dame de Montgommery (fille de Jean II, petite-fille de Jean Ier, et arrière-petite-fille de Ferdinand de Castille-Aumale) (de plus, Jean V est aussi l'héritier de Lillebonne car son aïeul Jean III d'Harcourt avait épousé Jeanne, vicomtesse de Châtellerault, issue d'Agathe de Dammartin, dame de Lillebonne, fille de Simon et sœur benjamine de Jeanne de Dammartin ci-dessus).
- Un nouveau partage des fiefs va intervenir : Aumale, par Marie d'Harcourt († 1476 ; fille de Jean VII, comte d'Harcourt — petit-fils de Jean V d'Harcourt — et femme d'Antoine de Vaudémont), échoit à la Maison de Lorraine, et bientôt aux Lorraine-Guise, ducs d'Aumale, princes de Lillebonne ; alors que Montgomery passe à un fils cadet de Jean V, Jacques Ier d'Harcourt-Montgomery (1343/1350-1405 ; seigneur de Noyelles)[7], frère du comte Jean VI et de Philippe d'Harcourt-Bonnétable.
- Marie d'Harcourt († 1464), fille de Jacques II et petite-fille de Jacques Ier d'Harcourt, aussi comtesse héritière de Tancarville et vicomtesse héritière de Melun par sa mère Marguerite de Melun-Tancarville[note 2], transmet ses biens aux Orléans-Longueville, ayant épousé en 1439 Jean d'Orléans, comte de Dunois et de Longueville, bâtard du duc Louis d'Orléans. Leur fils François d'Orléans-Longueville devient comte de Montgomery[8].
- Enfin, en 1543, Jacques Ier de Montgomery de Lorges (v. 1485-1562), Ecossais issu de la branche anglaise supposée des Montgomery et désireux de retrouver ses racines françaises, achète le comté de Montgommery au marquis François II d'Orléans-Rothelin († 1600 ; François IV de Montgomery), fils naturel de François d'Orléans-Longueville. Il est le père du malheureux Gabriel Ier de Lorges (1530-1574 ; époux d'Isabeau de la Tousche de Tranchelion et régicide involontaire de Henri II), d'où postérité et succession : 
  - ses fils Jacques II (vers 1554-† 1605/1609) et Gabriel II (vers 1560-† 1635) sont comtes de Montgommery (Postérité des deux frères). 
    - Puis Marguerite de Montgomery l'Aînée (1585-1606 ; fille de Jacques II et de Perronelle, fille de Nicolas de Champagne, comte de La Suze et sire de Villaines ; alors que sa sœur ou demi-sœur cadette Marguerite la Jeune marie en 1610 Léonard-Philibert, vicomte de Pompadour), dame de Lorges, épouse en 1603 Jacques de Durfort, marquis de de Duras (1547-1626) : ils enfantent Guy-Aldonce de Durfort-Duras (1605-1665), dont un fils cadet fut Charles-Henry, dit le comte de Montgommery (1634-1661)[9].
    - Alors que Gabriel III, fils prédécédé de Gabriel II (donc † avant 1635), continue les comtes de Montgomery jusqu'à la Révolution, flanqués d'une branche cadette, les marquis de Montgomery-Ducey, issus du frère puîné de Gabriel III, Louis Ier (1601-1682) ([6], p. 8-11).

À la mort de Roger II en 1094, les Gallois profitèrent d'une conjonction d'événements favorables pour reprendre aux Montgommery toutes leurs conquêtes au Pays de Galles, et dévaster le Shropshire. Seul le château de Pembroke résista.

## Membres remarquables
- Roger Ier († v. 1040), se voit nommer vicomte d'Hiémois par le duc Robert le Magnifique. Il s'enrichit principalement en dépouillant l'Église de ses terres. Après la mort du duc, en 1035, il est exilé à la cour de France, probablement après s'être rebellé.
- Guillaume († apr. 1040[11]), son fils, assassin du sénéchal Osbern de Crépon, alors que celui-ci était l'un des gardiens du duc Guillaume de Normandie pendant sa minorité[12],[11]. Il est lui-même assassiné par le prévôt Barnon de Glos, par vengeance[13].
- Roger II (° av. 1034-1094), frère de Guillaume et fils de Roger Ier, épouse dame de Bellême, comte d'Alençon et de Ponthieu. Les cinq personnages qui suivent sont ses fils :
- Robert II de Bellême († v. 1130).
- Hugues († 1098), hérite de son père Roger II la plupart de ses terres anglaises et galloises, et lui succède comme comte de Shrewsbury en 1094[14]. Il passe les dernières années de sa vie à combattre au Pays de Galles[14]. Il est tué en 1098 à Anglesey lors d'un raid norvégien[14].
- Roger le Poitevin († v. 1122/1140), seigneur d'Eye et de Lancastre en Angleterre. Il n'hérite d'aucune des terres familiales. Avant 1086, il épouse Almodis, fille d'Aldebert II, comte de la Marche, et sœur et héritière de Boson III, son frère célibataire et sans descendance. Il devint finalement comte de la Marche en droit de sa femme. Quelque temps avant la rédaction du Domesday Book en 1086, il acquiert, probablement grâce à l'influence de son père, un grand domaine en Angleterre, avec des terres dans les comtés de Yorkshire, Lincolnshire, Est-Anglie et autres. La partie principale de l'honneur était entre ce qui était appelé alors inter Mersam et Ripam, c'est-à-dire entre la Mersey et la Ribble. Ce territoire est aujourd'hui connu comme le Lancashire, et on appela a posteriori ses possessions l'honneur de Lancastre. Il a un statut étrange dans le Domesday Book, qui semble indiquer qu'il était en train de perdre des terres au moment de sa rédaction. Il est rapidement réinstallé en 1087. Peu après, il obtient l'important honneur d'Eye dans le Suffolk. Il soutient peut-être Robert Courteheuse durant la rébellion de 1088 contre le roi Guillaume le Roux. On ne connaît rien de ses activités entre 1094 et 1100. Il est dit ne s'occuper que des affaires du comté de la Marche à partir de 1102.
- Philippe dit Grammaticus ou Clericus († 1097/1098), était destiné à une carrière ecclésiastique[15]. Il est emprisonné en 1088 pour avoir soutenu le duc de Normandie Robert Courteheuse face à son frère, le roi d'Angleterre Guillaume le Roux[15]. Il l'accompagna en Terre sainte pour la première croisade en 1096, et mourut à Antioche en 1097 ou 1098[15]. On ne lui connaît aucune épouse, mais sa fille Mathilde succède à sa tante Emma comme abbesse d'Almenêches en 1113[15].
- Arnoul († v. 1118/1122), seigneur de Pembroke et d'Holderness en Angleterre, est peut-être capturé avec ses frères à Rochester en 1088. Aux alentours de 1090, allié avec son frère aîné Robert, il s'empare du comté gallois de Pembrokeshire, puis fait bâtir un château dans la ville de Pembroke. Peu après 1093, le roi Guillaume le Roux l'aurait créé comte de Pembroke[16]. En 1094, un soulèvement gallois lui fait perdre toutes ses conquêtes à part le château de Pembroke[17]. En 1096, le roi lui donne l'important honneur d'Holderness[17]. Il est probable qu'il aurait dû héritier des possessions et du titre de son frère Hugues, mais son frère Robert réussit à l'écarter de l'héritage[17]. Il soutient toutefois avec lui le duc Robert Courteheuse contre le nouveau roi Henri Ier, en 1101. Ce dernier décide de se débarrasser des Montgommery, et Arnoul s'exile en Irlande[17]. Il y épouse Lafrocoth, la fille du roi suprême d'Irlande Muircheartach Ua Briain[17], et combat pour lui le roi Magnus III de Norvège. Il meurt entre 1118 et 1122[17].

## Généalogie
- Roger Ier dit Gomer († v. 1040)
  × Josceline, nièce de Gunnor[note 3]
  - Hugues († 27 juillet 1095)
  × Jocelyne de Bolbec
  - Robert[note 4]
  - Roger II[note 5](† 1094)
  × Mabile de Bellême (Mathilde) († v. 1077)
    - Roger († av. 1062)
    - Robert II de Bellême († v. 1130), comte de Ponthieu, emprisonné dès 1112
  × Agnès de Ponthieu
      - Guillaume († 1170), comte de Ponthieu
        - comtes de Ponthieu jusqu'en 1221

    - Hugues de Montgommery († 1098), comte de Shrewsbury
    - Roger le Poitevin († entre 1122 et 1140), seigneur de Lancastre
    - Philippe dit Grammaticus († 1097/1098), mort à Antioche
    - Arnoul († v. 1118/1122), seigneur de Pembroke et d'Holderness
    - Emma († 1113), abbesse d'Almenêches (v. 1074-1113)
    - Mathilde († entre 1082 et 1084)
  × Robert de Mortain, comte de Mortain, comte de Cornouailles, demi frère du Conquérant
    - Mabile
  × Hugues Ier, seigneur de Châteauneuf-en-Thymerais
    - Sybille
  × Robert FitzHamon, seigneur d'Évrecy, seigneur de Gloucester, conquérant de Glamorgan

  - Roger II
  × Adélaïde (Adelise) du Puiset
    - Éverard († v. 1135), clerc à la chapelle d'Henri Ier

  - Guillaume († entre 1040 et 1048)
  - Gilbert († v. 1064)

## Héraldique
La famille de Montgomerie portait ordinairement « d’azur au lion d’or, armé et lampassé d’argent ».

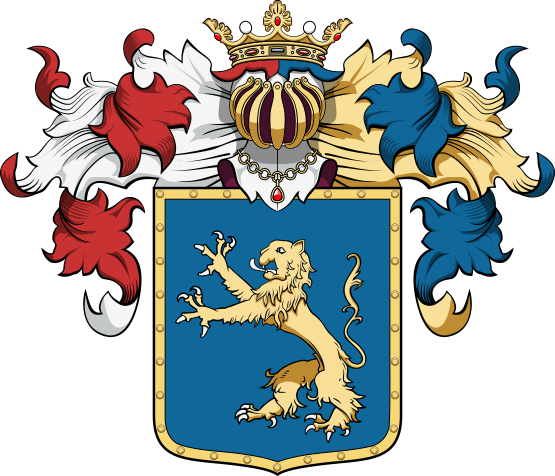
Armes de la famille.